# Pringle (Dakota du Sud)
Pour les articles homonymes, voir Pringle.
Pringle est une municipalité américaine située dans le comté de Custer, dans l'État du Dakota du Sud.
Selon le recensement de 2010, elle compte 112 habitants. La municipalité s'étend sur 0,24 milles carrés (0,62 km2).
D'abord appelée Point of Rocks puis Rocks, la localité est renommée en l'honneur de W. H. Pringle, un rancheur local, lors de l'arrivée du chemin de fer en 1890.

## Démographie
| 1940 | 1950 | 1960 | 1970 | 1980 | 1990 |
| ---- | ---- | ---- | ---- | ---- | ---- |
| 273  | 193  | 145  | 86   | 105  | 96   |

| 2000 | 2010 | - | - | - | - |
| ---- | ---- | - | - | - | - |
| 125  | 112  | - | - | - | - |